# 존 디마지오
존 디마지오(John DiMaggio, 1968년 9월 4일 ~ )은 미국의 성우이다.

## 출연작

### 영화
- 실리콘 밸리의 신화
- 트랜스포머: 비스트의 서막 - 트랜시토스피어 / 트랜싯 역

### TV 애니메이션
- 덱스터의 실험실 - 세 번째 로봇
- 덕 다저스 - 롱 존 실버 23세
- 사무라이 잭 - 스콧맨
- 마다가스카의 펭귄 - 리코
- 아메리칸 드래곤 제이크 롱 - 푸 독(Fu Dog)
- 엘 티그레 - 다부셔 장군, 이가구리데, 원조 엘 티그레
- 퓨처라마 - 벤더
- 배트맨 더 브레이브 - 블랙 마스크, 스피너, 아쿠아 맨
- 벤 10 - Vulkanus
- 벤 10: 에일리언 포스 - Vulkanus, Octagon Vreedle, Rath (On Ben), Ragnarock
- 어드벤처 타임 - 제이크(Jake the Dog)
- 킴 파서블 - 드라켄 박사(Dr.Drakken)
- 틴 타이탄 - 브라더 블러드
- 배트맨:언더 더 레드 후드 - 조커
- Randy Cunningham: 9th Grade Ninja - 한니발 맥피스트(Hannibal McFist)

### 극장용 애니메이션
- 슈퍼맨: 둠스데이 - 토이맨
- 모노노케 히메 - 곤자
- 폼포코 너구리 대작전 - 류타로